# Jericho Brown
Pour les articles homonymes, voir Jéricho (homonymie).
Jericho Brown,  né Nelson Demery III, est un poète américain. En 2011, il a reçu une bourse du National Endowment for the Arts pour la Poésie.

## Biographie
Brown a été élevé à Shreveport, en Louisiane. 
Il est diplômé de l'Université Dillard, où il a été membre de la fraternité Alpha Phi Alpha, par le biais du chapitre Beta Phi, à l'automne 1995. Il est également titulaire d'une maîtrise en beaux-arts de l'Université de la Nouvelle-Orléans, et d'un doctorat de l'Université de Houston.
Il a été chargé de cours au département d'anglais de l'Université de Houston de 2002 à 2007, professeur invité du programme de maîtrise à l'Université d'état de San Diego au printemps 2009, et professeur adjoint au département d'anglais à l'Université de San Diego. Il a également dispensé de nombreuses conférences et ateliers, dont l' Iowa Summer Writing Festival de l'Université de l'Iowa. Il est actuellement professeur agrégé d'anglais et d'écriture créative à l'Université d'Emory à Atlanta, en Géorgie. Auparavant, il a travaillé comme rédacteur de discours pour le maire de la Nouvelle-Orléans.
Ses poèmes ont paru dans The Iowa Review, jubilat, The Nation, New England Review, The New Republic, Oxford American, The New Yorker, Enkare Review et The Best Ameican Poetry. Il est rédacteur en chef adjoint de la revue Calaloo. Son premier livre, Please, (New Issues poetry & Prose, 2008) a remporté l'American Book Award. Son recueil de poésie le plus récent, The New Testament, (Copper Canyon Press, 2014) a remporté en 2015 l'Anisfield-Wolf Book Award et poursuit son étude des questions de race, de la masculinité et de la sexualité, en revenant souvent aux textes de la  Bible.

## Récompenses
- 2016 Guggenheim Fellowship
- 2015 Anisfield-Loup Book Award
- 2011 Bourse du National Endowment for the Arts
- 2009 American Book Award
- 2009 Whiting Award
- 2009-2010 Bourse de recherche du Radcliffe Institute for Advanced Study à l'Université de Harvard
- Séminaire de poésie de Cracovie en Pologne, bourses de voyage
- Bourse Cave Canem
- 2 Bourses d'études pour la Conférence des écrivains de Bread Loaf

## Œuvres
- "Thrive", Oxford American, Octobre 2014
- "Elegy", Rumpus, Mai 2009
- "Rick", AGNI, Mars 2007
- "To Be Seen", The Missouri Review
- Please (New Issues Poetry & prose, 2008).  (ISBN 978-1-930974-79-1)
- The New Testament (Copper Canyon Press, 2014).  (ISBN 978-1-55659-457-1)